# Exilisia olivascens
Exilisia olivascens là một loài bướm đêm thuộc phân họ Arctiinae, họ Erebidae.